# Brendan Adams
Brendan D'Andrae Adams (Baltimora, 3 aprile 2000) è un cestista statunitense.